# Cœur fidèle
Cœur fidèle (Corazón fiel en español, Faithful Heart en inglés) es una película francesa de 1923 dirigida por el director Jean Epstein.  
La película narra la melodramática historia de un romance frustrado que cuenta con la ubicación del puerto de Marsella, además del uso de numerosos experimentos y técnicas del camerawork y la edición.

## Argumento
Marie (interpretada por Gina Manès) es una huérfana adoptada por el dueño de un bar y su mujer, quienes viven en el puerto de Marsella. Una vez adoptada, Marie es severamente explotada por esta familia a modo de criada en el bar. Petit Paul (Edmund Van Daële), un matón holgazán, trata de conquistar a Marie, pero ella está secretamente enamorada de Jean (Léon Mathot), un trabajador portuario.
Marie está forzada a estar con Petit Paul pero Jean les sigue hasta un recinto ferial donde ambos luchan. En la pelea, un policía acaba herido y, mientras Paul escapa, Jean es arrestado y  encarcelado. Un año después, Jean redescubre a Marie, quien ahora vive con un bebé enfermo y un marido (Petit Paul) al que cada vez le gusta más la bebida. Jean intenta apoyar y ayudar a Marie ayudado por una mujer lisiada (llamada Mlle Marice e interpretada por Marie Epstein) que vive en la puerta contigua; pero Petit Paul, avisado por los cotilleos de los vecinos de que Jean está visitando a Marie, vuelve a tener una confrontación con el romance de Marie. Pero, lo que cambia en esta segunda pelea es que Petit Paul acude con un arma.
En esta segunda pelea, la mujer lisiada interpretada por Marie Epstein se hace con la pistola y consigue matar a Paul.

## Producción y montaje
Jean Epstein se estableció como un teólogo del cine con la publicación de libros y adentrándose en la exploración de ideas puestas en práctica en sus dos primeras películas: Pasteur  (1922) y L'Auberge rouge (1923). Epstein, después, escogió filmar una sencilla historia de amor y violencia con la idea de ganar la confianza de la parte del público que opinaba que solo el melodrama más básico podía interesar al público. Epstein tenía la esperanza de crear "un melodrama tan desnudo de todas las convenciones sujetas al género, tan sereno, tan sencillo, que pudiese acercar la nobleza y excelencia de la tragedia".
Al director Jean Epstein le había impresionado la obra La Roue de Abel Gance y, en Cœur fidèle, de manera parecida, trata de mostrar el movimiento a través del montaje, las superposiciones, los primeros planos y los distintos puntos de vista. La secuencia de apertura muestra la situación de Marie en la barra del puerto mediante el montaje: vemos planos cercanos de su cara, sus manos y los utensilios colocados sobre las mesas que está limpiando. Más adelante, interceden las imágenes del mar y el puerto de Marsella que transportan al espectador hacia la relación entre Marie y Jean. Estos rasgos son típicos de la corriente del Impresionismo cinematográfico francés al que pertenece Jean Epstein.
La secuencia más celebrada de toda la cinta, ubicada en un recinto ferial, emplea y refleja el rítmico montaje que refleja la escala del triángulo amoroso. En la segunda mitad de la película, Epstein emplea efectos de luz muy dramáticos y lentes que distorsionan para ampliar el melodrama de la situación, así como estados subjetivos.

Los experimentos técnicos con los que se realizó la película están equilibrados gracias al realismo de los escenarios y ubicaciones. Los personajes no son glamurosos y pertenecen a clases medias-bajas de la sociedad francesa, viven vidas fáciles y baratas. Cœur fidèle es una película de la etapa muda del cine y una de las primeras en usar una localización como Marsella como escenario de la película (Marsella se encuentra en películas anteriores como Fièvre de Louis Delluc y En rade de Alberto Cavalcanti). Además, las imágenes evocadoras de los barcos que se vislumbran a lo largo de todo el filme y los muelles desérticos no solo contribuyeron a asentar las bases del Impresionismo cinematográfico francés, sino que, también sirvieron de punto de partida del cine que se desarrolló la siguiente década en Francia: el realismo poético francés.

## Acogida
La película no obtuvo el aclamo del público. Su estancia en la cartelera de París en 1923 tan solo duró tres días (debido a disputas entre la audiencia). Al volver a estrenar al año siguiente, el filme contó con una disminución de la audiencia que asistió a los cines. Sin embargo, entre críticos y otros cineastas, Cœur fidèle atrajo considerablemente la atención y ha continuado haciéndolo.
Georges Sadoul dijo que la película "era una sensación, y era, claramente, la mejor película de Epstein".
René Clair, un cineasta coetáneo, escribió: "Cœur fidèle debe ser vista si se quieren comprender las herramientas y recursos del cine de hoy... ¡Para que una película sea digna del cine, eso ya es un milagro muy bienvenido! Cœur fidèle es digna de él más de la cuenta".